# Villers-Saint-Martin
Villers-Saint-Martin ist eine französische Gemeinde mit 227 Einwohnern (Stand: 1. Januar 2022) im Département Doubs in der Region Bourgogne-Franche-Comté.

## Geographie
Villers-Saint-Martin liegt auf 350 m, vier Kilometer ostsüdöstlich von Baume-les-Dames und etwa 31 Kilometer ostnordöstlich der Stadt Besançon (Luftlinie). Das Dorf erstreckt sich im Jura, in einer Senke zwischen der Jura-Randkette im Norden und den westlichen Ausläufern der Lomontkette im Süden.
Die Fläche des 8,90 km² großen Gemeindegebiets umfasst einen Abschnitt des französischen Juras. Der zentrale Teil des Gebietes wird von der Senke von Villers eingenommen, die maximal 1,5 Kilometer breit, etwa sechs Kilometer lang ist und durchschnittlich auf 350 m liegt. Sie ist gemäß der Streichrichtung des Juras in dieser Region in Richtung Westsüdwest-Ostnordost orientiert. Die Fläche ist überwiegend von Acker- und Wiesland bestanden und besitzt keine oberirdischen Fließgewässer, weil das Niederschlagswasser im verkarsteten Untergrund versickert.
Nach Norden erstreckt sich das Gebiet bis auf die schmale Krete des Bois de Babre (512 m), die zur Jura-Randkette gehört. Sie trennt die Senke von Villers vom nördlich verlaufenden Doubstal. Begrenzt wird die Krete im Westen vom Durchbruch des Cusancin und im Osten vom Quertal des Doubs. Im Süden reicht das Gemeindeareal auf den Höhenrücken des Bois du Saussoi, der den westlichsten Ausläufer der Lomontkette bildet. Hier wird mit 520 m die höchste Erhebung von Villers-Saint-Martin erreicht.
Zu Villers-Saint-Martin gehören neben dem eigentlichen Ort auch verschiedene Weiler und Einzelhöfe, darunter:
- Sur la Layenne (360 m) im südwestlichen Abschnitt der Senke von Villers
- Le Puits de la Velle (340 m) im nordwestlichen Abschnitt der Senke von Villers
- Sur Plénise (352 m) in der Senke von Villers
- Plénise (345 m) in der Senke von Villers

Nachbargemeinden von Villers-Saint-Martin sind Baume-les-Dames und Hyèvre-Magny im Norden, Lomont-sur-Crête im Osten, Guillon-les-Bains im Süden sowie Pont-les-Moulins im Westen.

## Geschichte
Im Mittelalter gehörte Villers zur Kastellanei Baume. Zusammen mit der Franche-Comté gelangte das Dorf mit dem Frieden von Nimwegen 1678 an Frankreich. Die Gemeinde hieß bis 1922 Villers-le-Sec, bevor sie offiziell den heutigen Namen erhielt.

## Sehenswürdigkeiten
Die Dorfkirche Saint-Martin in Villers-Saint-Martin wurde im 18. Jahrhundert im klassischen Stil erbaut.

## Bevölkerung
| Jahr                       | 1962 | 1968 | 1975 | 1982 | 1990 | 1999 | 2005 | 2016 |
| Einwohner                  | 131  | 116  | 119  | 161  | 198  | 190  | 200  | 216  |
| Quellen: Cassini und INSEE |      |      |      |      |      |      |      |      |

Mit 227 Einwohnern (Stand 1. Januar 2022) gehört Villers-Saint-Martin zu den kleinen Gemeinden des Départements Doubs. Nachdem die Einwohnerzahl in der ersten Hälfte des 20. Jahrhunderts abgenommen hatte (1901 wurden noch 204 Personen gezählt), wurde seit Mitte der 1970er Jahre wieder ein Bevölkerungswachstum verzeichnet.

## Wirtschaft und Infrastruktur
Villers-Saint-Martin war bis weit ins 20. Jahrhundert hinein ein vorwiegend durch die Landwirtschaft (Ackerbau, Obstbau und Viehzucht) und die Forstwirtschaft geprägtes Dorf. Daneben gibt es heute einige Betriebe des lokalen Kleingewerbes. Viele Erwerbstätige sind auch Wegpendler, die in den größeren Ortschaften der Umgebung ihrer Arbeit nachgehen.
Die Ortschaft liegt abseits der größeren Durchgangsstraßen an einer Departementsstraße, die von Pont-les-Moulins nach Hyèvre-Magny führt. Weitere Straßenverbindungen bestehen mit Baume-les-Dames und Lomont-sur-Crête.